# Rzepiha
Rzepiha ali Rzepka (poljsko Rzepicha ali Rzepka) je bila žena polegendarnega vojvode Pjasta Kolarja, ustanovitelja dinastije Pjastov, in mati Pjastovega naslednika Sjemovita. Rzepiha je dvakrat eksplicitno omenjena v Cronicae et gesta ducum sive principum Polonorum (Kronike in dejanja poljskih vojvod in knezov) Gallusa Anonimusa.

## Življenje
Po pisanju v Gallusovi Kroniki je živela v 9. stoletju. Njeni predniki niso znani. V Kroniki je zgodba, v kateri je v hišo gostoljubno sprejela dva neznanca, ki sta želela prisostvovati  slavju ob prvem striženju njenega sina.

## Vir
1. ↑  Excerpts from Gallus Anonymus Chronicle in English language.[mrtva povezava]